# Richard Mahn
Richard Mahn, eigentlich Karl Richard Mahn (* 16. Dezember 1866 in Leipzig; † 15. September 1951 in Hindelang) war ein deutscher Künstler. Er war vor allem als Maler, aber auch als Komponist, Sänger und Schriftsteller tätig.

## Leben

Hindelang, Landkreis Oberallgäu; Öl auf Leinwand

Der Sohn eines Gastwirtes machte nach dem Besuch des Realgymnasiums eine Lithografenlehre in einer Notendruckerei. Ab 1888 studierte er an der Akademie in München unter Herterich und Ludwig von Löfftz und in Stuttgart. Ab 1895 war er Mitarbeiter der Deutschen Verlagsanstalt in Stuttgart. Im Auftrag des Verlags sollte er eine Dokumentation über die Adlerjagd erstellen und kam so nach Hindelang. Im benachbarten Bad Oberdorf kaufte er 1901 ein Haus. In den nächsten Jahren besuchte er eine Malschule in München. Der vielseitig Begabte betätigte sich als Kunstmaler, Grafiker, Radierer und Illustrator. Seine Malerei ist inspiriert vom Expressionismus. Aus seinen Landschaftsbildern spricht die Liebe zur Wahlheimat im Ostrachtal. In zahlreichen Büchern hat er als Illustrator mitgewirkt. Daneben war er als „Dorfmaler“ für Prospekte, Plakate und Schilder in Hindelang tätig.
Während des Ersten Weltkriegs meldete er sich freiwillig als Soldat und wurde mit der Bayerischen Tapferkeitsmedaille ausgezeichnet. Nach dem Krieg verlegte er seinen Wohnsitz ganz nach Bad Oberdorf und lebte dort bis zu seinem Tod. Er komponierte, obwohl er keine musikalische Ausbildung hatte, eine Reihe von Liedern mit Gitarrenbegleitung. Seine Lieder veröffentlichte er unter dem Pseudonym „Bunter Vogel“, sie wurden in den 1920er Jahren im Hörfunk gespielt.
In dem 1900 gegründeten Gebirgstrachtenverein „D’Ostrachtaler“ engagierte er sich bei der Erneuerung der Hindelanger Tracht, vor allem aber als Mitwirkender bei der Sechsertanzgruppe. Die Fahne dieses Vereins wurde von der Familie Mahn im Jahre 1905 gestiftet. Von 1921 bis 1922 war er erster Vorsitzender des Vereins. Dazu gilt er als einer der ersten Skifahrer im Ostrachtal.

## Ehrungen
Zu seinen Ehren wurde in Bad Oberdorf die Straße, in der sein Wohnhaus lag, nach ihm benannt.

## Fotogalerie

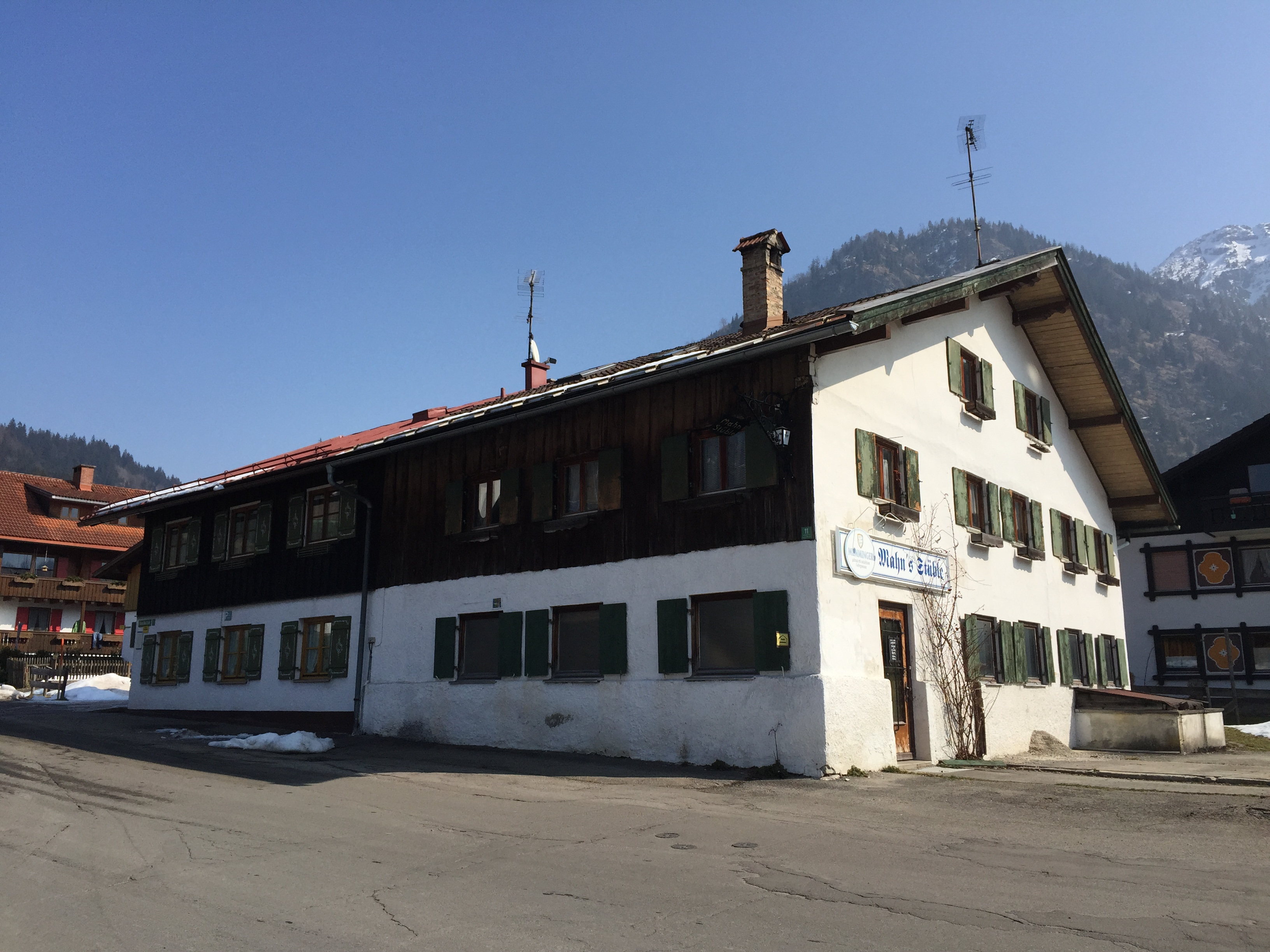
Ehemaliges Wohnhaus von Richard Mahn
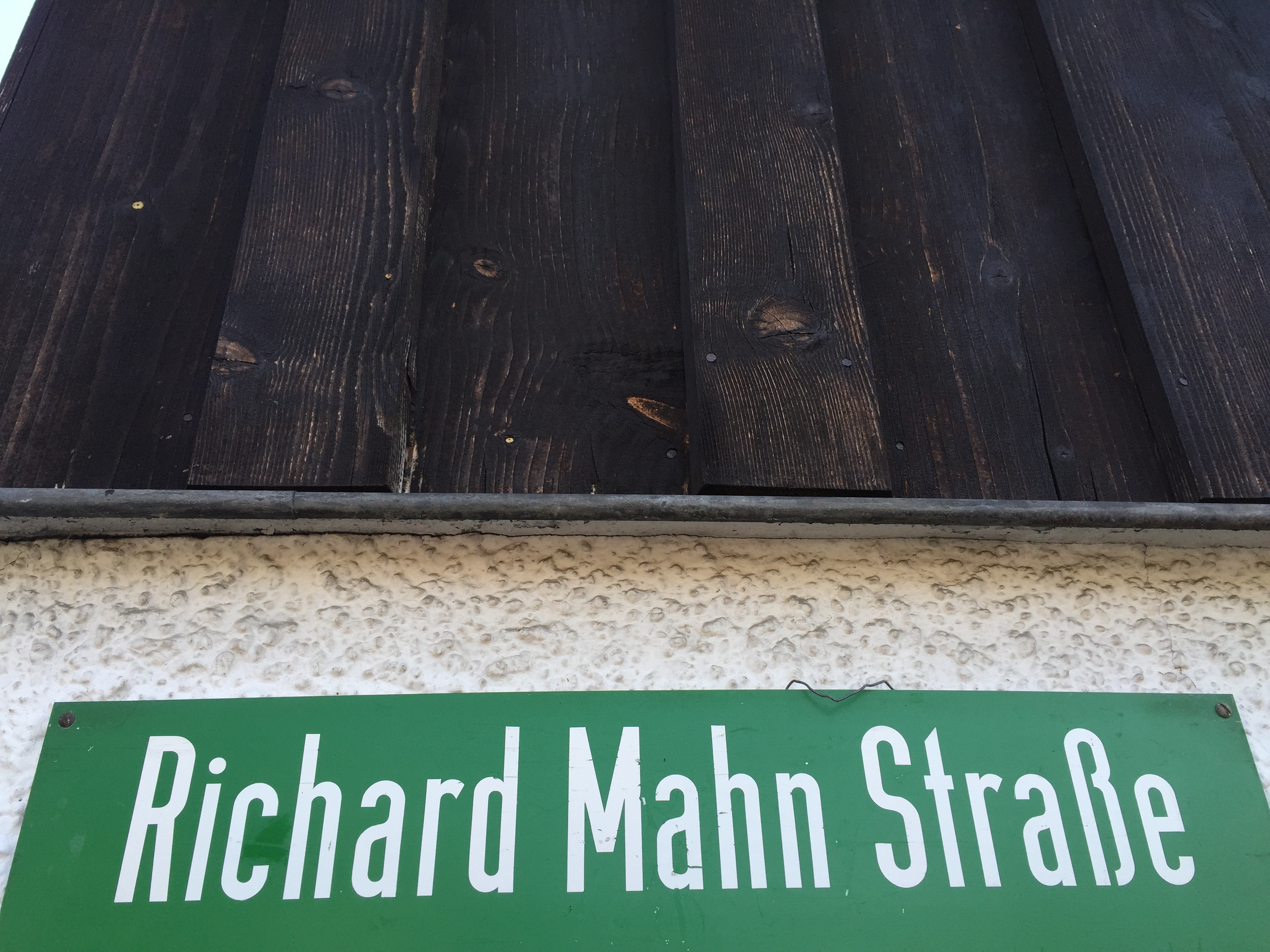
Straßenschild an der Richard-Mahn-Straße (Schreibweise entspricht nicht der vom Duden empfohlenen Schreibweise)
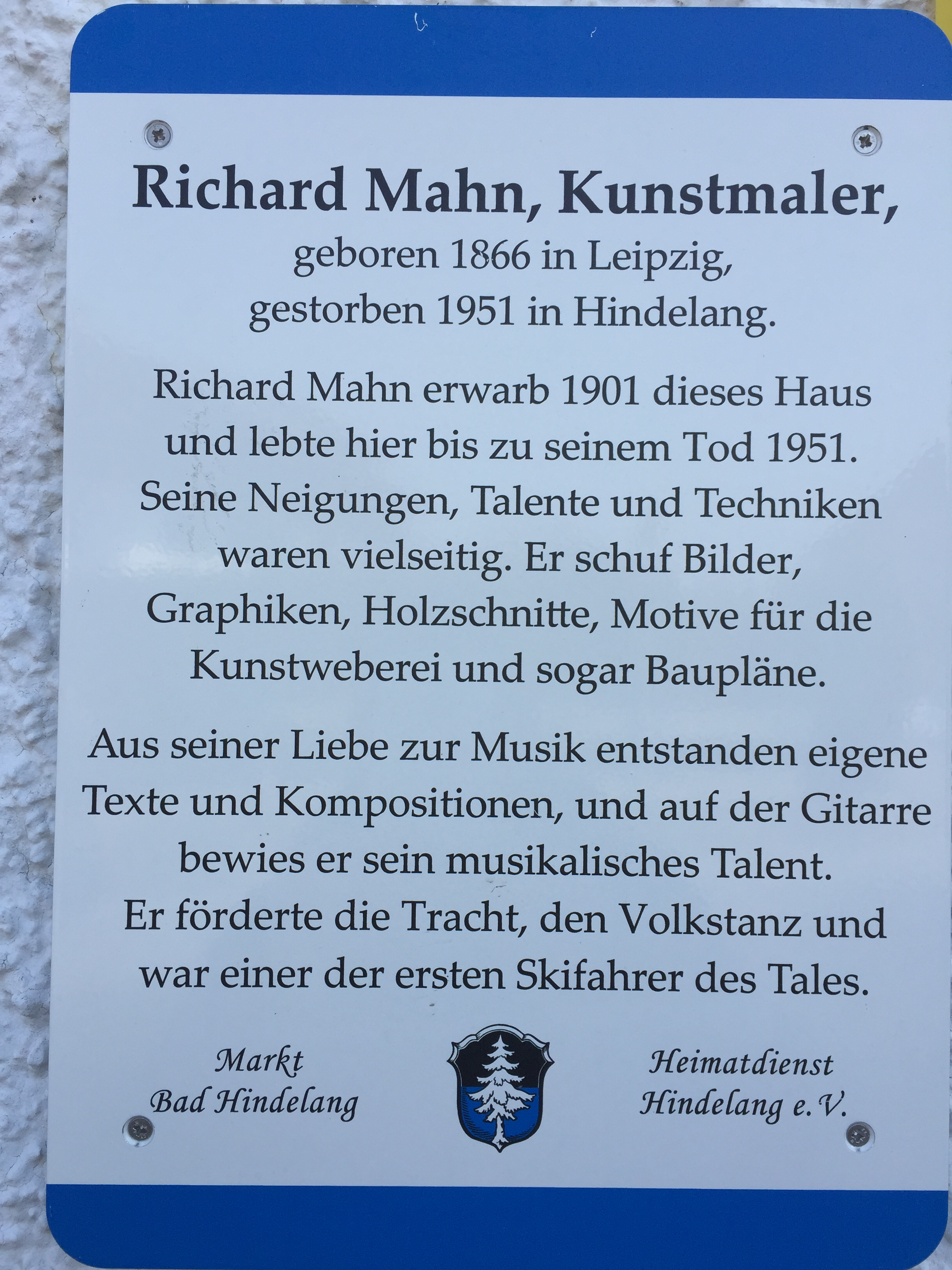
Gedenkplakette für Richard Mahn

## Werke (Auswahl)

### Ölgemälde
- Wettertanne, Ölgemälde, 1888
- Badefreude an Felsküste
- Bergbauer beim Geißelschnalzen, Öl
- Besonnte Winterlandschaft im Allgäu, Öl, 1943
- Besonnte Frühlingslandschaft, Öl
- Schneebedecktes Gebirge, Öl auf Leinwand

### Buch-Illustrationen
- Der Piratenleutnant. Roman von Balduin Möllhausen. Mit Illustrationen von Richard Mahn. Paul List, Leipzig 1907.
- Uarda. Roman von Georg Ebers. DVA, Stuttgart 1904.
- Ben Hur. Eine Erzählung aus der Zeit Christi. Von Lewis Wallace. Mit sechzig Bildern von Rich. Mahn. K. Thienemanns Verlag, Stuttgart o. J. (1904).
- Die Allgäuer Alpen – Land und Leute. Von Max Förderreuther. Kösel, Kempten 1907.
- Gedichte. Adelbert von Chamisso. Bong, Wien/Berlin/Leipzig ca. 1900.
- Bibliothek der Unterhaltung und des Wissens. Union Deutsche Verlagsgesellschaft, Stuttgart 1910.
- Schattenblümchen. Von Bernhardine Schultze-Schmitt.
- Robinson Crusoe. Von Daniel Defoe. Union Deutsche Verlagsgesellschaft, Stuttgart [ohne Jahr].

### Musik
- Liederzyklus Ein Jahr. Zehn Lieder.
- Das Bruderkreuz
- Weihelied